# Vysoká (Novohradské hory)
Vysoká (německy Hochwald, česky dříve též Chuchval) s nadmořskou výškou 1034 m je jihočeská hora, nejvyšší bod okresu České Budějovice a desátý nejvyšší vrchol Novohradských hor. Má největší prominenci z vrcholů na české straně tohoto pohoří. Nachází se 1,5 km jihovýchodně od Hojné Vody, 1,5 km severně až severozápadně od česko-rakouské státní hranice, na katastrálním území Staré Hutě u Horní Stropnice. Jedná se o jednu z dominant severní části pohoří. Je nejvyšším vrcholem tzv. Dobrovodské skupiny (dále do ní patří Kraví a Kuní hora), která je velmi výrazná při pohledu z Novohradského podhůří či Lišovského prahu, protože je na severu oddělena zlomovým svahem vysokým cca 300 m.

## Geomorfologie

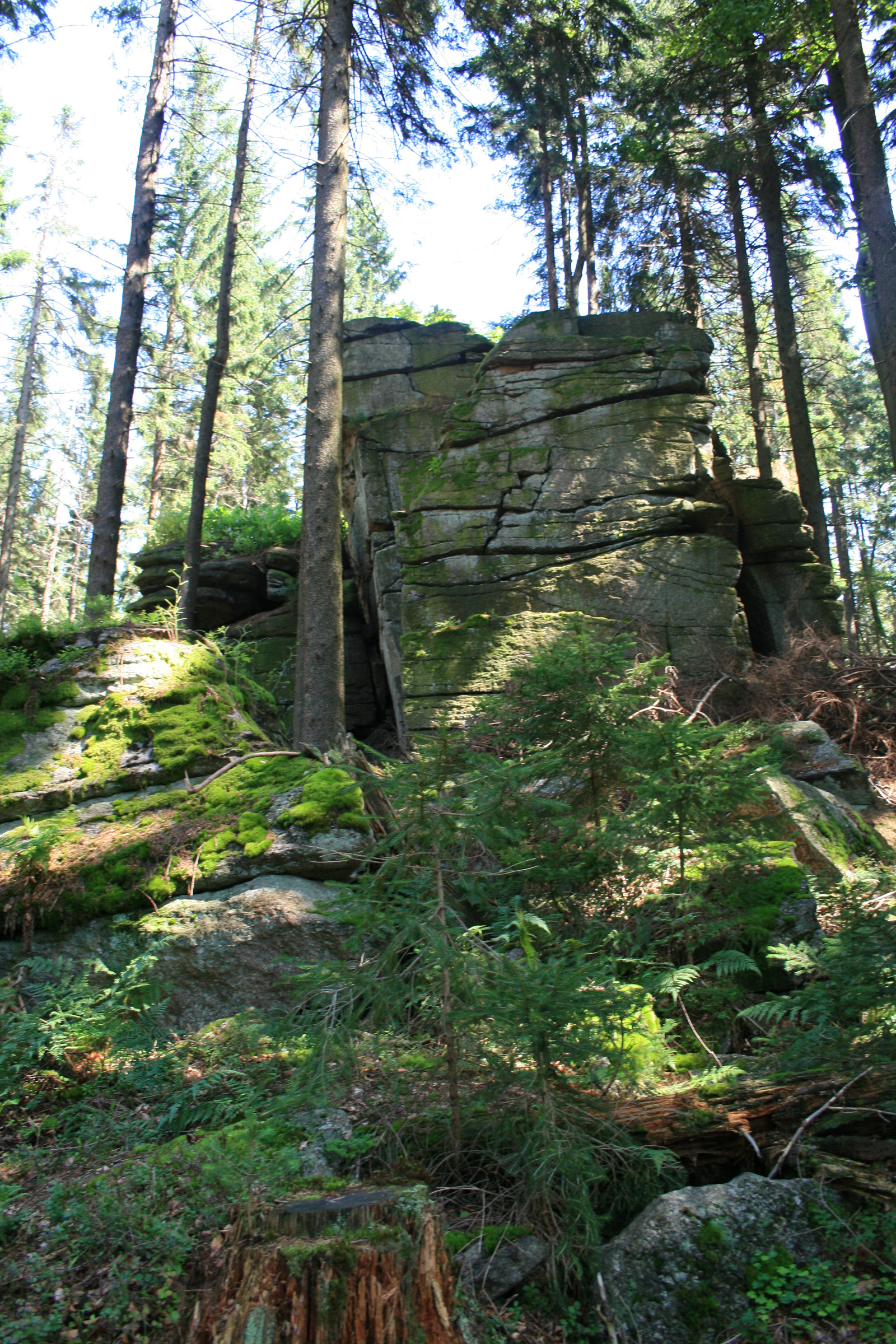
Vrchol je tvořen žulovými erodovanými balvany

Vysoká vrcholí zaobleným hřbetem cca 500 m dlouhým a protáhnutým ve směru SV – JZ, z něhož vystupují dva vrcholy. Vyšší jihozápadní vrchol (1034 m n. m.) je tvořen dvěma výraznými skalními hradbami o výšce až 15 m. V jedné z nich se nachází puklinová jeskyně o délce 5,7 m a šířce ve vchodu 2 m. Na severovýchodním vrcholu, dříve nazývaném Vitorazská vyhlídka (1007 m n. m.) je mohutný tor s výškou až 60 m, jehož severovýchodní stěna spadá přímo do zlomového severovýchodního svahu. V okolí tohoto vrcholu se vyskytují skalní hradby, skalní hřib a další tvary mrazového zvětrávání. Na západním až severozápadním svahu se nalézá poměrně rozlehlé kamenné moře (600 x 350 m) a kamenný proud.

## Přístup
Na Vysokou vede místní červeně značená trasa 9189. Jedná se o turistický okruh vedoucí z autobusové zastávky u parkoviště v Hojné Vodě (805 m n. m.). Celý okruh má délku 8 km, na vrchol Vysoké se severní stranou okruhu vystoupá po 3 km. Jižní část okruhu vede po lesní asfaltové cestě přes zaniklou osadu Nové Hutě.

## Okolí
Na jižním svahu Vysoké pramení řeka Stropnice.